# 雅各伯 (伊利諾伊州)
雅各伯（英語：Jacob）是位於美國伊利諾伊州傑克遜縣的一個非建制地區。該地的面積和人口皆未知。

## 地理
雅各伯的座標為37°44′42″N 89°32′13″W / 37.74500°N 89.53694°W，而該地的平均海拔高度為108米（即354英尺）。